# Польські військові формування на Сході

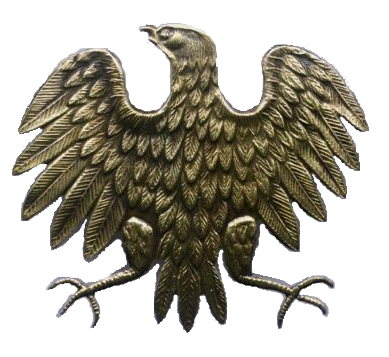
"Орел- П'яст ", символ Польської народної армії, 1943-1945

Збройні сили Польщі на Сході (пол. Polskie Siły Zbrojne na Wschodzie), або польська армія в СРСР, – формування польських військових сил, створених у Радянському Союзі під час Другої світової війни.
Дві армії формувалися окремо і в різний час. Армія Андерса, створена у другій половині 1941 року, була лояльною до польського уряду у вигнанні. Після операції "Барбаросса" та відповідно до польсько-радянської угоди Сікорського-Майського було оголошено амністію для громадян Польщі в Радянському Союзі, що дало можливість сформувати польські військові підрозділи. У 1942 р. Армія Андерса була евакуйована до Ірану та передана командуванню західних союзників. Ця армія стала відома як II польський корпус і продовжувала битися з німецько-фашистськими військами в Італійській кампанії, включаючи битву за Монте-Кассіно.
З поляків, які залишилися в Радянському Союзі, у травні 1943 р. була сформована 1-а польська піхотна дивізія ім.Тадеуша Костюшки. Вона була збільшена та реорганізована в польську першу армію (армія Берлінга) та польську другу армію. Разом вони складали польську народну армію (Ludowe Wojsko Polskie, LWP), яка воювала на Східному фронті під радянським командуванням аж до Берлінської битви. Як і інші комуністичні польські установи, Народна армія була в опозиції до польського уряду в еміграції.

## Армія Андерса: 1941–1942

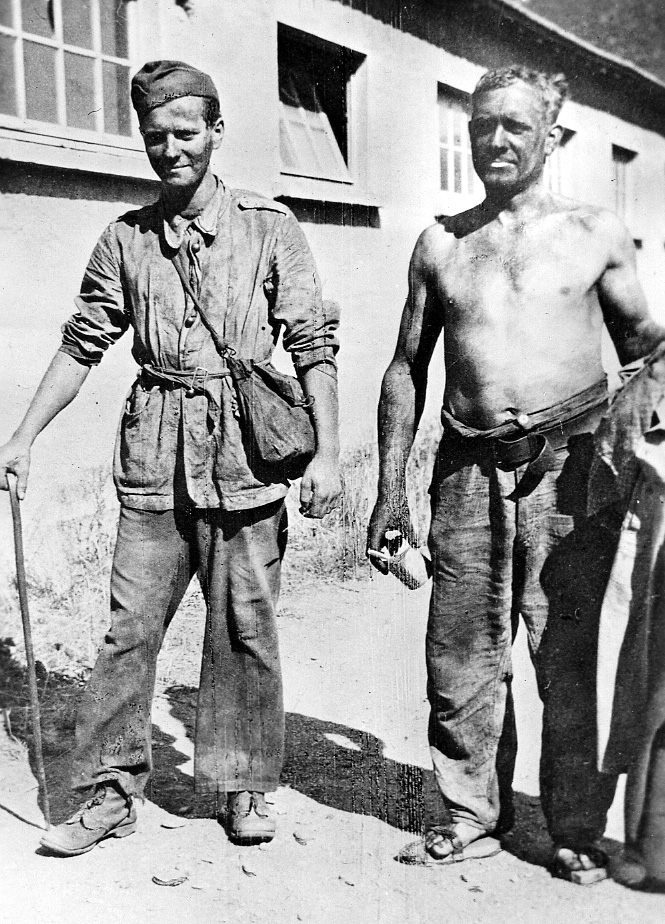
Польські добровольці армії Владіслава Андерса, звільнені з радянського табору для військовополонених

На початку вторгнення до Польщі (17 вересня 1939 р.) СРСР оголосив, що польська держава та уряд – внаслідок німецького нападу на Польщу, яке розпочалося 1 вересня 1939 р. – більше не існують, і проголосили будь-які договори чи дипломатичні відносини між Радянським Союзом та Польщею недійсними.  Дипломатичні відносини були відновлені в 1941 році після вторгнення Німеччини до Радянського Союзу, коли британський уряд об'єднався з Радянським Союзом і тиснув на уряд Польщі діяти відповідно. Таким чином між польським урядом у вигнанні та радянським урядом були підписані: військова угода від 14 серпня та угода Сікорського-Майського від 17 серпня; Йосиф Сталін погодився скасувати пов'язані з Польщею аспекти пакту Молотова — Ріббентропа. По мірі переговорів про амністію громадян Польщі в Радянському Союзі було звільнено десятки тисяч польських військовополонених, які перебували у радянських таборах, а також сотні тисяч польських громадян, депортованих до СРСР.
Польський прем'єр-міністр, генерал Владислав Сікорський, висунув генерала Владислава Андерса – одного з польських офіцерів, утримуваних у полоні в Радянському Союзі – на посаду командира нової польської армії, яка негайно почала формуватися в СРСР з метою боротьби проти німців.
Нове формування стало відомим як Армія Андерса і почало організовуватися в районі Бузулук, вербуючи кадри з польських військовополонених. До кінця 1941 р. було набрано 25 000 солдат (у тому числі 1000 офіцерів), що формували три піхотні дивізії : 5-у, 6-у та 7-у. Навесні 1942 року сили перемістили в район Ташкента. 8-ма та 9-та дивізії були сформовані того ж року (дивізії від 5-ї до 9-ї існували як у складі Армії Андерса, так і Першої (1,2,3,4,6) та Другої армії (5,7,8,9,10) Берлінга.
У другій частині 1942 року, під час наступу Німеччини на Кавказ (найбільш помітною частиною якого була Сталінградська битва), Сталін погодився на переведення польських формувань на близькосхідний фронт. Армія Андерса пройшла через Перський коридор до Пахлаві, Іран. Близько 77 000 учасників бойових дій та 41 000 мирних жителів – громадян Польщі – покинули СРСР. Таким чином, армія Андерса перейшла від радянського  і вступила до складу Збройних сил Польщі на Заході, утворюючи основну частину того, що стане Польським другим корпусом.

## Армія Берлінга: 1943–1945

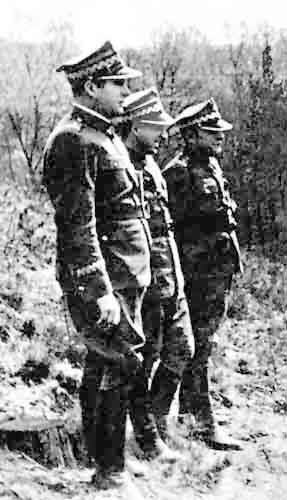
Генерали Кароль Свєрчевський (фронт), Маріан Спичальський та Міхал Рола-Жим'єрський

Солдати Другої армії Польщі в районі річки Ниса - Лужицька після її форсування у квітні 1945 року

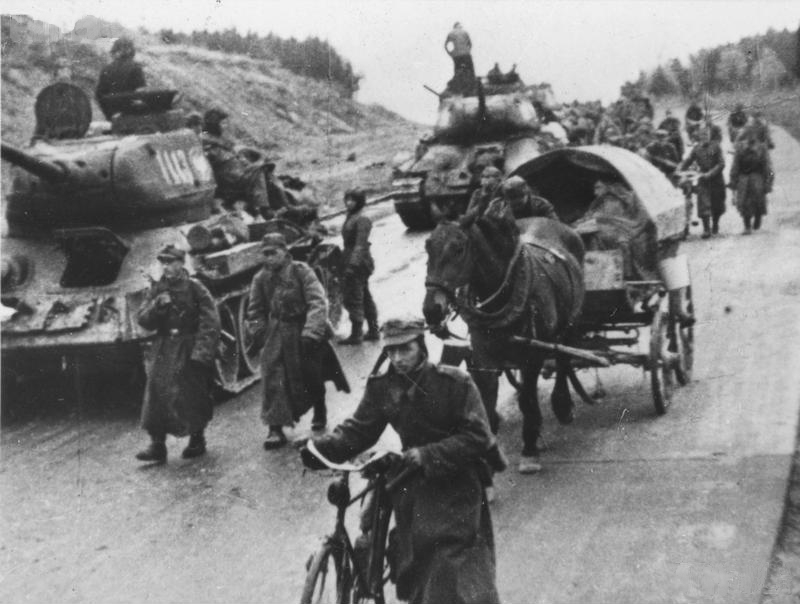
Танки польської армії в напрямку до Берліна в 1945 році.

Після того, як армія Андерса залишила підконтрольну радянській владі територію радянсько-польські відносини погіршилися, СРСР вирішив взяти під контроль польський військовий потенціал що ще залишився на території союзу. Діяльність організацій та людей, відданих польському урядові у вигнанні, зокрема посольству Польщі в Москві, було припинено, а його активи конфісковано. Дипломатичні відносини між Радянським Союзом та польським урядом були призупинені радянською стороною, коли у 1943 році з'явилася звістка про катинську різанину. 
[джерело?]
У червні 1943 року в Москві було засновано Союз польських патріотів (ЗПП). ЗПП була масовою організацією для польських громадян, яку очолювали комуністи. Вона проводила політичну діяльність та організовувала масштабні програми соціального забезпечення та допомоги польським громадам в Радянському Союзі. ЗПП очолювала прорадянська польська комуністка Ванда Василевська.
Одночасно завдяки зусиллям Василевської та Зигмунта Берлінга було створено нову армію – Польську народну армію (Ludowe Wojsko Polskie, LWP). Перший її підрозділ – польська 1-а піхотна дивізія ім.Тадеуша Костюшки (1 Dywizja Piechoty im. Tadeusza Kościuszki), був створений влітку 1943 року, досягнувши операційної готовності до червня-липня. У серпні дивізію було збільшено до корпусу (1-й польський корпус). Він був переданий під командування генерала Берлінга; іншими помітними воєначальниками були генерал Кароль Сверчевський та полковник Влодзімеж Сокорський. Дивізія з її допоміжними елементами була відправлена на Східний фронт у вересні 1943 року, і її першою великою операцією була битва під Леніно. До березня 1944 р. корпус зміцнювався за рахунок збільшення бронетанкової та механізованої техніки і налічував понад 30 000 солдат. У середині березня 1944 р. корпус був реорганізований у Першу польську армію.
Наступні підрозділи польської армії на Східному фронті включали Другу (1945) та Третю польські армії (остання була швидко об'єднана з Другою через проблеми з набором); до менших формувань входили 10 піхотних дивізій (чисельність від 1-ї до 10-ї) та 5 бронетанкових бригад. Плани створення польського фронту були відхилені і польська перша армія була інтегрована до 1-го Білоруського фронту.
Ці утворення очолювали радянські командири і воювали вони під радянським загальним командуванням (Другу армію, наприклад, очолював радянський і польський генерал Станіслав Поплавський). Не вистачало польських офіцерів (більшість були розстріляні в Катині або пішли з армією Андерса), тому в польській першій та другій армії приблизно 40% офіцерів та інженерів були радянськими. Радянські політруки проводили  комуністичну пропаганду у підрозділах. Також була  створена політична військова поліція, яка згодом стала Головним управлінням інформації польської армії (Główny Zarząd Informacji Wojska Polskiego).
Перша армія ввійшла до Польщі з радянської території влітку 1944 р. на правому крилі Львівсько-Сандомирського наступу, воюючи в боях під час радянської переправи через р. Віслу навколо Дембліна та Пулава. У вересні 1944 р. Підрозділи Першої армії брали участь у важких боях під час останніх етапів Варшавського повстання, перетнувши Віслу після захоплення Варшавського східного району Прага, де зазнала великих втрат.
Зрештою, взявши під контроль Варшаву в січні 1945 р., Перша армія взяла участь у наступі під час Вісло-Одерської операції. Згодом воювала у Померанії, прориваючи укріплену лінію Померанської стіни (Pommernstellung) та захопивши у березні фортецю Кольберг, сильно укріплене місто. У квітні-травні 1945 р. Перша армія брала участь у радянському вторгненні в Німеччину та остаточному захопленні Берліна.
Друга армія досягла оперативної готовності у січні 1945 року. Під час радянського наступу на Німеччину вона зазнала дуже великих втрат у битві під Баутценом. Пізніше брала участь у Празькому наступі, який був останньою великою радянською операцією Другої світової війни в Європі.

## Друга польська армія
Станом на 1 травня 1945 року
- Штаб другої армії.
- 5-а піхотна дивізія (саксонська).
- 7-а піхотна дивізія – післявоєнна 2-а механізована дивізія.
- 8-ма піхотна дивізія {8-а Дрезденська піхотна дивізія / Войцех Бартош Ґловацький}.
- 9-а піхотна дивізія – післявоєнна 9-а механізована дивізія.
- 10-а піхотна дивізія – післявоєнна 10-та бронетанкова дивізія.
- 2-а артилерійська дивізія: 
  - 6-а легка артилерійська бригада.
  - 7-а гаубична артилерійська бригада.
  - 8-а важка артилерійська бригада.
- 3-я зенітна артилерійська дивізія.
- 9-а протитанкова бригада.
- 14-а протитанкова бригада.
- 3-й мінометний полк.
- 1-й танковий корпус (1-й Дрезденський бронетанковий корпус).
- 16-а танкова бригада.
- 5-й важкий танковий полк (ИС-2).
- 28-й бронетанковий артилерійський полк (самохідні гармати).
- 4-а саперна бригада.